# Теория драматизма
Теория драматизма — теория коммуникаций, разработанная Кеннетом Берком как метод анализа человеческих отношений и мотивации.
Эта теория является противовесом мнению ряда исследователей о том, что о человеке и человеческих отношениях следует говорить преимущественно с помощью материалистских терминов. То есть, Кеннет Берк интерпретирует человеческую жизнь с помощью специальной, нематериалистической точки зрения.

## О теории
Теория подробно изложена в следующих трудах Берка (трилогия Motivorum): «Грамматика мотивов» (1945), «Риторика мотивов» (1950) и «Символические мотивы» (не опубликована). Вторая мировая война оказала большое влияние на разработку Берком теории драматизма; он изучал особенности человеческой мотивации на протяжении войны, наблюдая за мировыми политическими процессами, до публикации «Грамматики мотивов» в 1945 году. С помощью своих основных элементов, приведённых ниже, драматизм как метод анализа пытается ответить на эмпирические вопросы о том, как люди объясняют (рационализируют) свои действия окружающим и самим себе.

## Основные положения
Главные положения теории драматизма следующие:

### Пентада драматизма
Берк пишет, что 
В любом целостном описании мотивов человека, необходимо какое-либо слово, обозначающее действие (''описание того, что произошло''), а также слово, обозначающее сцену (''фон действия''). Помимо этого, необходимо указать, какой человек или какой тип человека (''деятель'') исполнил акт, какие методы или инструменты он использовал (''средство''), и ''цель''. Таким образом, пять составляющих пентады — это Действие, Сцена, Деятель, Средства и Цель.
Берк отмечает, что пентада не является чем-то оригинальным; параллель к ней можно найти в учении Аристотеля о четырёх причинах. Аналогичная корреляция может быть найдена между пентадой и рядом обязательных вопросов в журналистских материалах: что, кто, когда, где и как.

### Действие и движение
Берк выделяет принципиальное различие между «действием» и «движением», основывая драматизм на первом понятии.

Он пишет, что 
Мы учитываем различие между «действиями» «лиц» и «движениями» «вещей». Движение морских волн и цикл рождения и смерти в биологических организмах — это примеры чистого движения. Но человек, как животное, пользующееся символами, не может к другим людям как к вещам в движении. То есть, драматизм пытается избежать, по словам Берка, «сведение действия к движению».

### Три аксиомы
На основе вышеприведённого различия между действием и движением Берк описывает «три основные драматичные аксиомы»:
- эмпирически, может быть движения без действия;
- не может быть никаких действий без движения;
- действие не сводится к движению (эта аксиома является основой различия между драматизмом и бихевиоризмом).[1]

### Соотношения «сцена-действие», «сцена-деятель» и проч.
Между элементами пентады драматизма Берк выделяет ряд слов-пар, своеобразных «соотношений», которые также могут использоваться для объяснения действий. Соотношение «сцена-действие», например, указывает на то, что конкретные действия соотносятся с конкретной сценой и «разумными» будут те объяснения, в которых есть согласованность между действиями и их фоном. Точно так же отношение «сцена-деятель» объясняет действие с помощью корреляции между деятелями и сценой.

## Применение
Теория драматизма может применяться непосредственно для анализа драмы в художественных произведениях, как это делает Берк в «Грамматике мотивов»: 
"Враг народа" Ибсена — хороший пример соотношения "сцена-действие", так как корреляции между сценой и действиями легко наблюдаемы, если только потому, что эта репрезентативная драмы среднего класса происходит на фоне типичного для среднего класса окружения. 
Драматизм также используется для анализа популярной культуры. К примеру, для критики популярного искусства К. Рональд Кимберлинг использует теорию драматизма Берка, утверждая, что в ней можно найти отражения определенных элементов поп-культуры, что, по его словам, некоторые другие теории сделать не позволяют. Главная сила драматизма как способа анализа популярного искусства, по мнению Кимберлинга, — это его чувствительность к роли автора при создании работы и роли аудитории в принятии и понимании ее.
Применение драматизм находит и в анализе политических процессов. Такие положения теории, как соотношения сцена-действие-агент используются для анализа современных политических процессов, например, Израиле-палестинского конфликта.

## Критика
Несмотря на центральную роль различия движений и действий в теории Берка, критики указывают на то, что он мало уделяет внимание детальному объяснению этого различия.
Также признаётся, что исторический контекст, в котором была выработана теория драматизма (противостояние капитализма и коммунизма, Вторая мировая война и т.д.), значительно изменился и поэтому некоторые элементы его теории попросту не могут функционировать в современных условиях.